# Dicée des Bismarck
Dicaeum eximium
Espèce
Statut de conservation UICN

 LC  : Préoccupation mineure
Le Dicée des Bismarck (Dicaeum eximium) est une espèce de passereaux placée dans la famille des Dicaeidae.

## Répartition
Il est endémique de l'archipel Bismarck en Papouasie-Nouvelle-Guinée.

## Habitat
Il habite les forêts humides tropicales et subtropicales en plaine.